# Sint-Michaëlkerk (Braunschweig)
De Sint-Michaëlkerk (Duits: Michaeliskirche) is een protestants godshuis in het historische stadsdeel Altstadt van de Duitse stad Brunswijk. De kerk werd op 29 september 1157 door bisschop Bruno van Hildesheim aan de aartsengel Michaël gewijd als de kleinste van de Brunswijker parochiekerken. Sinds 1528 is de kerk een luthers kerkgebouw. In 2007 vierde de kerkelijke gemeente het 850-jarig jubileum.

## Ontstaansgeschiedenis
De kerk werd in het zuidwestelijke deel van de huidige binnenstad gebouwd, vlak bij de stadsmuur waarvan tegenwoordig nog resten bestaan. Het bouwmateriaal voor de kerk werd gehaald uit de nabijgelegen Nußberg en de heuvels van de Elm. Rond het kerkgebouw werd een kerkhof voor vreemdelingen, armen en bannelingen aangelegd.
Van het oorspronkelijke bouwwerk is verder weinig bekend, behalve dat het een eenschepig bouwwerk betrof. De zaalkerk kreeg rond het jaar 1200 gezelschap van een nog steeds bestaande vierkante romaanse toren. Na een grote stadsbrand waarbij ook de Michaëlkerk getroffen werd, vond vanaf de 13e tot de 15e eeuw de ombouw tot een drieschepige hallenkerk plaats.
De gevels aan de noordzijde, waarvan de noordoostelijke het jaartal 1454 draagt, tonen laatgotische beelden uit het midden van de 15e eeuw. De beelden stellen de aartsengel Michaël in gevecht met de draak en de heilige Laurentius met het rooster in zijn hand, de tweede schutspatroon van de kerk, voor.
Op de oostelijke zijde van het kerkschip bevindt zich een afbeelding van het hoofd van Christus. Rondreizende mensen die door de Michaëlpoort de stad binnenkwamen, liepen eerst langs de Michaëlkerk en hadden bij het voorbijgaan de gewoonte om over het hoofd te strijken, dat, zo geloofde men, geluk bracht. Hierdoor werden de contouren van het beeld steeds vager.
De protestantse theoloog Thomas Müntzer was van 1514 tot 1521 pastor van de Michaëlskerk.

## Wijdingsinschrift van 1379
Op een stenen tafel uit het jaar 1379 bij het portaal in het noordelijke zijschip wordt bericht van een herwijding van de kerk. Hieruit valt op te maken dat in dat jaar een grote verbouwing werd afgesloten. Het inschrift luidt:
- „Na goddes bort M CCC LXX IX iar is desse parkerke vor nyget unde in sunte mychelis ere ghewyget we sine almesen hyr to gheve dat he in goddes hulden leve a[men]“

Links naast het inschrift bevindt zich een voorstelling van de gekruisigde Christus, aan Wiens voeten de grondvesters knielen.
Op een spreuk in een lint valt te lezen:
- „Lewe here wer ghnedich allen sunderen amen unde ghif rowe allen kerstenen selen amen“

## Latere verbouwingen
In het jaar 1789 werd de kerk van een nieuwe kansel, een nieuw altaar en gestoelte en een witte muurbeschildering voorzien. Bij de herinrichting werd gekozen voor de Lodewijk XVI-stijl. Het grootste deel van de inrichting werd echter in 1868 alweer verwijderd, gevolgd door een neogotische renovatie in de jaren 1879-1881. Het gebouw heeft in totaal 10 ramen, waarvan 8 uit de periode 1900-1904 werden geplaatst. Ter nagedachtenis aan de in de Eerste Wereldoorlog gevallen gemeenteleden werd in 1926 een laatste venster toegevoegd. Van de middeleeuwse inrichting met voorheen negen altaren bevinden zich slechts enkele spaarzame voorwerpen in het stedelijk museum. Een laatste restauratie werd in 1985 uitgevoerd.
De verschrikkelijke bombardementen op Brunswijk tijdens de Tweede Wereldoorlog hebben de Michaëlkerk, in tegenstelling tot de vakwerkhuizen rond de kerk, nagenoeg geen beschadigingen opgeleverd. Wel moest in 1942 een klok uit het jaar 1489 ter omsmelting voor de wapenindustrie bij het klokkenkerkhof in Hamburg worden afgeleverd. Deze klok keerde na de oorlog niet terug naar de Michaëlkerk.

## Afbeeldingen

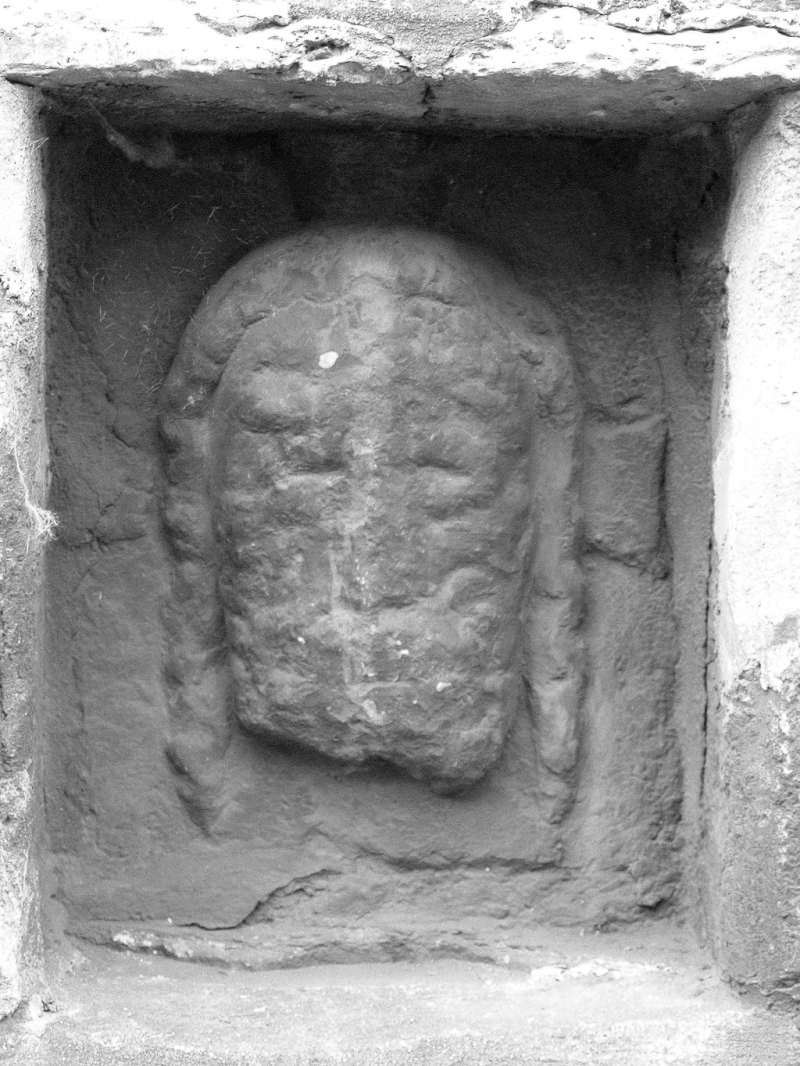
Hoofd van Christus
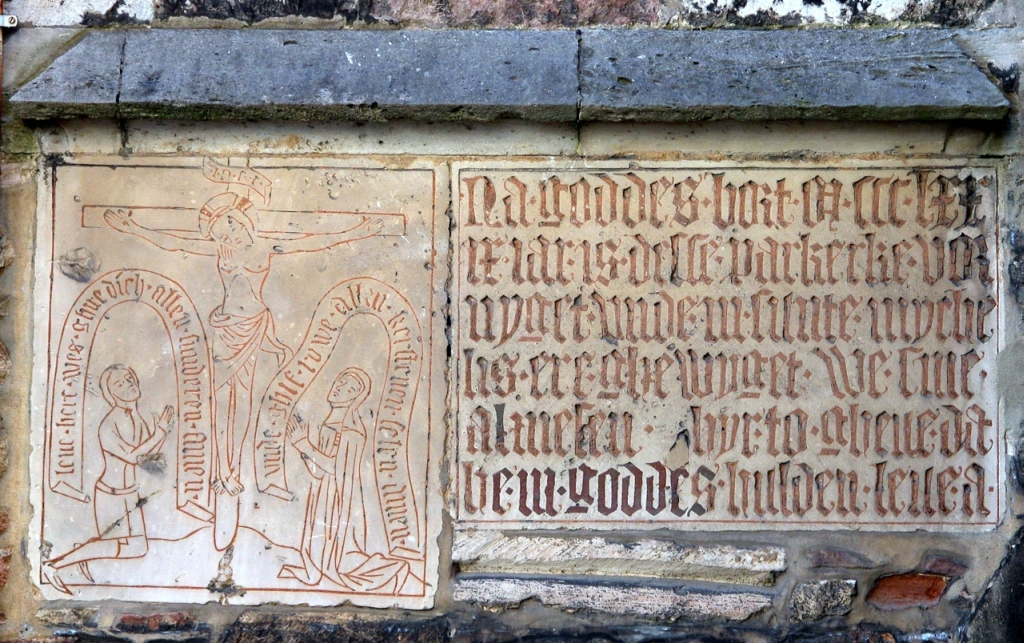
Stenen tafel (1379)